# Vägga IP
Vägga IP är en idrottsplats i Karlshamn i Blekinge län. Fotbollsklubbarna Högadals IS och IFK Karlshamn spelar sina hemmamatcher på idrottsplatsen. Arenan var allsvensk säsongen 1962 då Högadals IS spelade i Sveriges högsta division.
Vägga IP är även hemmaarena för friidrottsklubben IF Udd som bilades 1933. Genom åren har både nationella och internationella friidrottstävlingar arrangerats här. Hemmatävlingen Östersjöspelen går av stapeln varje år i augusti.